# Fabrik
Fabrik es una discoteca de música electrónica situada en el municipio de Humanes de Madrid (Madrid) España, concretamente está localizada en un polígono industrial que se encuentra en la carretera M-413, que une Fuenlabrada con Moraleja de Enmedio. Con capacidad para 4000 personas en su sala principal, contando con otras seis salas y una gran terraza, se trata de la mayor macrodiscoteca de la Comunidad de Madrid.
La franquicia española elrow tiene residencia en Fabrik desde 2018, habiendo organizado importantes eventos. En Fabrik han pinchado DJs internacionales del house y el techno, como: Carl Cox, Richie Hawtin, Laurent Garnier, Amelie Lens, Charlotte de Witte, FISHER, Black Coffee, Marco Carola, Oliver Heldens entre otros.

## Descripción
Fabrik es una de las macrodiscotecas más grandes del país y del mundo. Desde su última ampliación, Fabrik cuenta con 7 escenarios diferentes: Main Room, Satélite Area, Club Area, Crystal Dome, Open Air, Hangar y Área 19.  
Fabrik lleva muchos años en el Top 100 de la revista británica DJ Magazine, habiendo llegado a ser nombrada segundo mejor club del mundo en el año 2011. En la lista de 2024, Fabrik se encuentra en el puesto número 17 del Top 100. La revista describe la discoteca del siguiente modo:

Fabrik es el super-club líder de Madrid. Oculta un poco fuera de la ciudad en un polígono industrial, es una estructura verdaderamente enorme, similar a un hangar, que recibe a miles de personas cada fin de semana. El último año ha visto al local hacer lo que mejor saben hacer, con pocos cambios. Fiestas como Supermartxé y Goa son eventos de larga duración que llevan a personas de toda Europa a rendir culto en la cabina del DJ; mientras noches como CODE, elrow, La Resistencia y 150 mezclan todo, desde el trance hasta el techno, la vieja escuela y el estilo duro en la rotación.
DJ Magazine, 2018.

También destaca Fabrik por la programación de eventos organizados por algunos promotores nacionales como Goa, CODE o Supermartxé.

## Historia
Fabrik fue inaugurada en el año 2003, tomando el relevo a la Discoteca Radical, clausurada en 2000 en Alcalá de Henares (Madrid) España, que abrió de nuevo, dos años más tarde, en Torrijos (Toledo) España y cerrando definitivamente en 2010. Desde entonces, Fabrik sumó su público más punk al suyo original, logrando convertirse en una de las referencias más destacadas del panorama electrónico español, escalando incluso a nivel mundial. 
El 4 de julio de 2009, se organizó en Fabrik una fiesta con los pioneros del house de Chicago y del techno de Detroit. A pesar de su gran apuesta, el evento coincidió con la celebración del Orgullo LGBT de Madrid y no atrajo apenas público. Desde entonces, la discoteca tiene más en cuenta la competencia en ocio nocturno. En general, las sesiones de Fabrik gozan de buena afluencia de gente.
Fabrik no ha registrado incidentes serios en toda su historia. Sí que ha registrado, en cambio, algunas denuncias relacionadas con un supuesto exceso de asistentes o falta de licencias. El 31 de diciembre de 2012 parte de sus instalaciones fueron clausuradas por la Policía Local, poco antes del inicio del evento de Nochevieja, por precaución ante posibles aglomeraciones que pudieran repetir la tragedia ocurrida en el Madrid Arena solo dos meses antes.
Desde sus inicios se viene celebrando la sesión CODE, de estilo techno.
La franquicia elrow tiene residencia en Fabrik desde 2018. Desde entonces han coorganizado siete eventos: Chinese Row Year y Horrorween en 2018, Rowsattacks (especial año nuevo), Carnaval Psychowdelic Trip, Sambowdromo do Brasil y Horrorween en 2019 y Growenlandia para el año nuevo de 2020.
En 2023 Fabrik amplió sus instalaciones a 7 salas. Además, el escenario principal con capacidad para más de 4.000 personas posee un nuevo sistema de sonido de la marca Tecnare Sound Systems.